# Viettesia transversa
Viettesia transversa är en fjärilsart som beskrevs av De Toulgoët 1959. Viettesia transversa ingår i släktet Viettesia och familjen björnspinnare. Inga underarter finns listade i Catalogue of Life.